# Kleptoparasitisme
Kleptoparasitisme (etymologisk betydning: parasitisme ved tyveri) er en form for ernæring, hvor et dyr bevidst tager mad fra et andet. Strategien er evolutionært stabil, når det kræver mindre energi at stjæle end at ernære sig direkte, for eksempel når der er mangel på mad, eller når der er rigeligt med bytte. Mange kleptoparasitter er leddyr, især bier og gedehamse, men inklusive nogle fluer, møgbiller, andre insekter og edderkopper. Snyltebier er specialiserede kleptoparasitter, som lægger deres æg enten på pollenmasserne lavet af andre bier eller på insektværter fra parasitoide hvepse. De er et eksempel på Emerys regel, som siger, at sociale insektparasitter har en tendens til at være tæt beslægtede med deres værter. Adfærden forekommer også hos hvirveldyr, herunder fugle såsom kjover, der vedvarende jagter andre havfugle, indtil de sluger deres føde, og kødædende pattedyr såsom plettede hyæner og løver. Andre arter hengiver sig opportunistisk til kleptoparasitisme.

## Strategi
Kleptoparasitisme er en ernæringsstrategi, hvor et dyr bevidst stjæler mad fra et andet. Dette kan være intraspecifikt, involverende tyveri fra medlemmer af samme art, eller interspecifikt, fra medlemmer af andre arter. Udtrykket betegner en form for parasitisme der involverer tyveri, fra græsk κλέπτω (kléptō, 'stjæle' '). Strategien er blevet undersøgt bredt hos fugle; i fire familier, alle havfugle, fregatfugle (Fregatidae), skedenæb (Chionididae), kjover (Stercoraridae) og mågefugle (Laridae), forekommer den hos mere end en fjerdedel af arterne.
En sådan strategi giver kun mening, hvis den er evolutionært stabil, hvilket betyder, at den tilbyder en selektiv fordel til organismer, der praktiserer den. Kleptoparasitisme koster tid og energi, som ellers kunne bruges direkte på at ernære sig, så denne omkostning skal opvejes af den mængde energi, der opnås fra den stjålne mad. Matematisk modellering tyder på, at når næringen er rigelig, er almindelig ernæring den bedste strategi; når mængden næring falder under et kritisk niveau, bliver kleptoparasitisme pludselig fordelagtigt, og aggressive interaktioner bliver almindelige. På samme måde, når potentielle ofre er sjældne eller vidt spredte fra hinanden, kan det med den tid, der kræves til at finde dem, muligvis ikke betale sig at stjæle fra dem, hvilket resulterer i et såkaldt frekvensafhængigt valg.

## Taksonomisk fordeling

### Leddyr

#### Bier og hvepse
Der er mange slægter af snyltebier, som alle lægger deres æg i andre biers redeceller, ofte inden for samme familie. Bombus bohemicus parasitterer f.eks. adskillige andre arter i sin slægt, herunder  B. terrestris, B. lucorum, og B. cryptarum. Dette er et tilfælde af Emerys regel, opkaldt efter den italienske entomolog Carlo Emery, som hævder, at sociale parasitter blandt insekter, herunder kleptoparasitter, har en tendens til at være nært beslægtet med deres værter. Den største monofyletiske gruppe af kleptoparasitære bier er Nomadinae (en underfamilie af Apidae), som omfatter flere hundrede arter i 35 slægter, bl.a. slægten hvepsebier (Nomada).
| Værtsslægt | Parasit slægt      |
| ---------- | ------------------ |
| Bombus     | Bombus (Psithyrus) |
| Anthophora | Melecta, Zacosmia  |
| Amegilla   | Thyreus            |
| Megachile  | Coelioxys          |

#### Fluer
Nogle fluer (Diptera) er kleptoparasitter; strategien er især almindelig i underfamilien Miltogramminae af familien Sarcophagidae. Der er også nogle kleptoparasitter i familierne fritfluer (Chloropidae) og Milichiidae. Nogle voksne milichiider besøger f.eks. edderkoppespind, hvor de opfanger halvspiste tæger. Andre er forbundet med rovfluer (Asilidae), eller myrer fra slægten Crematogaster. Fluer i slægten Bengalia (i familien spyfluer; Calliphoridae) stjæler mad og pupper transporteret af myrer og findes ofte ved siden af deres fourageringsstier. Musca albina (familien Egentlige fluer; Muscidae) angiveligt viser kleptoparasitisk adfærd og lægger kun æg i møgkugler, der bliver begravet af en af flere samtidig forekommende møgrullende torbister (biller i familien Scarabaeidae).

#### Møgbiller
Møgbiller (Aphodiinae), der er en underfamilie i familien torbister blandt billerne, flytter store mængder hvirveldyrgødning og ruller kugler af materialet til deres reder, så deres larver kan ernære sig af det. Flere mindre arter af møgbiller samler ikke selv møg, men tager det fra større arters reder. For eksempel kommer arter af Onthophagus ind i møgkugler, mens torbister laver dem.

#### Næbmunde
Mange semiakvatiske insekter (Heteroptera) er kleptoparasitære på deres egen art. I en undersøgelse, hvor tægen bækløber (Velia caprai) tog et bytte tungere end 7,9 g, sluttede andre insekter af samme art sig til det og spiste med held dele af byttet.

#### Edderkopper
Kleptoparasitære edderkopper, som stjæler eller lever af bytte, fanget af andre edderkopper, er kendt for at forekomme i fem familier:
- Theridiidae (Argyrodes art)
- Dictynidae (Archaeodictyna ulova)
- Salticidae (arter af Portia og Simaetha)
- Symphytognathidae (Curimagua bayano)
- Mysmenidae (Isela okuncana, Kilifia inquilina og Mysmenopsis arter).[15]

### Hvirveldyr

#### Fugle
Nogle få fuglearter er specialiserede kleptoparasitter, mens mange andre er opportunistiske (dvs. kan vælge). Kjover og fregatfugle er stærkt afhængige af at jagte andre havfugle for at få mad. Andre arter – inklusive rovfugle, måger, terner, vandhøns og nogle ænder og vadefugle – gør det opportunistisk. Blandt opportunister som rosenternee, er forældrefugle, der er involveret i kleptoparasitisme, mere succesrige med at opdrætte yngel end ikke-kleptoparasitære individer. Hvidhovedet havørn er blevet set angribe mindre rovfugle, såsom fiskeørne, for at stjæle fisk fra dem. Blandt spurvefugle, er masketornskader er blevet set stjæle mad fra stenpikkere, og solsorte er blevet opdaget, mens de stjæler smadrede snegle fra andre drosler.
Når havfugle yngler kan fregatfugle svæve over havfuglekolonier og vente på, at forældrefuglene vender tilbage til deres reder med mad til deres unger. Efterhånden som de hjemvendte fugle nærmer sig kolonien, slår fregatfuglene (som er hurtige og adrætte) ind for at forfølge dem ; de griber nogle gange tropikfugle ved deres lange halefaner. Mængden af føde opnået ved kleptoparasitisme hos pragtfregatfuglen kan dog være marginal.
Måger er både forøvere og ofre for opportunistisk kleptoparasitisme, især i ynglesæsonen. Mens offeret oftest er et andet medlem af samme art, kan målet også være andre (primært mindre) måger og terner. I Amerika, stjæler Heermanns måge og lattermåge mad fra brun pelikan; når pelikanerne kommer op til overfladen og tømmer deres næbposer for vandet, der har samlet sig i dem, lurer mågerne i nærheden og griber, hvad der spildes af spiseligt. Svartbagen er en dygtig kleptoparasit, der stjæler fra andre måger og fra rovfugle. Adskillige mågearter stjæler mad fra mennesker, f.eks. takeaway-mad i badebyer.
- Vestlig måge (Larus occidentalis) jagter en aztekerterne (Thalasseus elegans)
- Den flyvende skarv har taget en fisk fra fuglen i vandet.

#### Pattedyr
Forholdet mellem plettede hyæner og løver, hvor hver art stjæler den andens bytte, er en form for kleptoparasitisme. Geparder er almindelige mål. Bjørne, prærieulve og ulve er meget opportunistiske og har alle denne adfærd. Alle hyænearter engagerer sig i denne adfærd, når de kan, ligesom sjakaler. Mennesker, der jager, kan almindeligvis tage resterne af friske drab fra andre kødædende dyr, såsom løver og europæisk los. Rissosdelfiner er blevet observeret at støde deres hoveder frontalt ind mod kaskelothvaler, hvilket får dem til at åbne munden; det er blevet foreslået, at den observerede chikane resulterer i nogle opstød, og at maden derefter bliver spist af Rissosdelfiner. Adfærden er sjælden og kan være opportunistisk.
- En gepard har dræbt en impala (og spist en del af den) og skabt et mål for kleptoparasitisme.
- Lidt senere har hyæner drevet geparden væk og spiser af byttet.